# Lygodactylus blancae
Lygodactylus blancae är en ödleart som beskrevs av  Pasteur 1995. Lygodactylus blancae ingår i släktet Lygodactylus och familjen geckoödlor. IUCN kategoriserar arten globalt som nära hotad. Inga underarter finns listade i Catalogue of Life.